# Philoponella para
Espèce
Philoponella para est une espèce d'araignées aranéomorphes de la famille des Uloboridae.

## Distribution
Cette espèce se rencontre au Paraguay et en Argentine.

## Description
Le mâle mesure 2,2 mm et les femelles de 2,4 à 2,8 mm.

## Publication originale
- Opell, 1979 : Revision of the genera and tropical American species of the spider family Uloboridae. Bulletin of the Museum of Comparative Zoology, vol. 148, p. 443-549 (texte intégral).